# امامزاده اسماعیل یوجان
امامزاده اسماعیل یوجان مربوط به دوره صفوی -قرن ۱۱ است و در شهرستان خمین، روستای یوجان واقع شده و این اثر در تاریخ ۱۱ بهمن ۱۳۵۴ با شمارهٔ ثبت ۱۶۲۵ به‌عنوان یکی از آثار ملی ایران به ثبت رسیده است.